# Estación Las Heras (Santa Cruz)

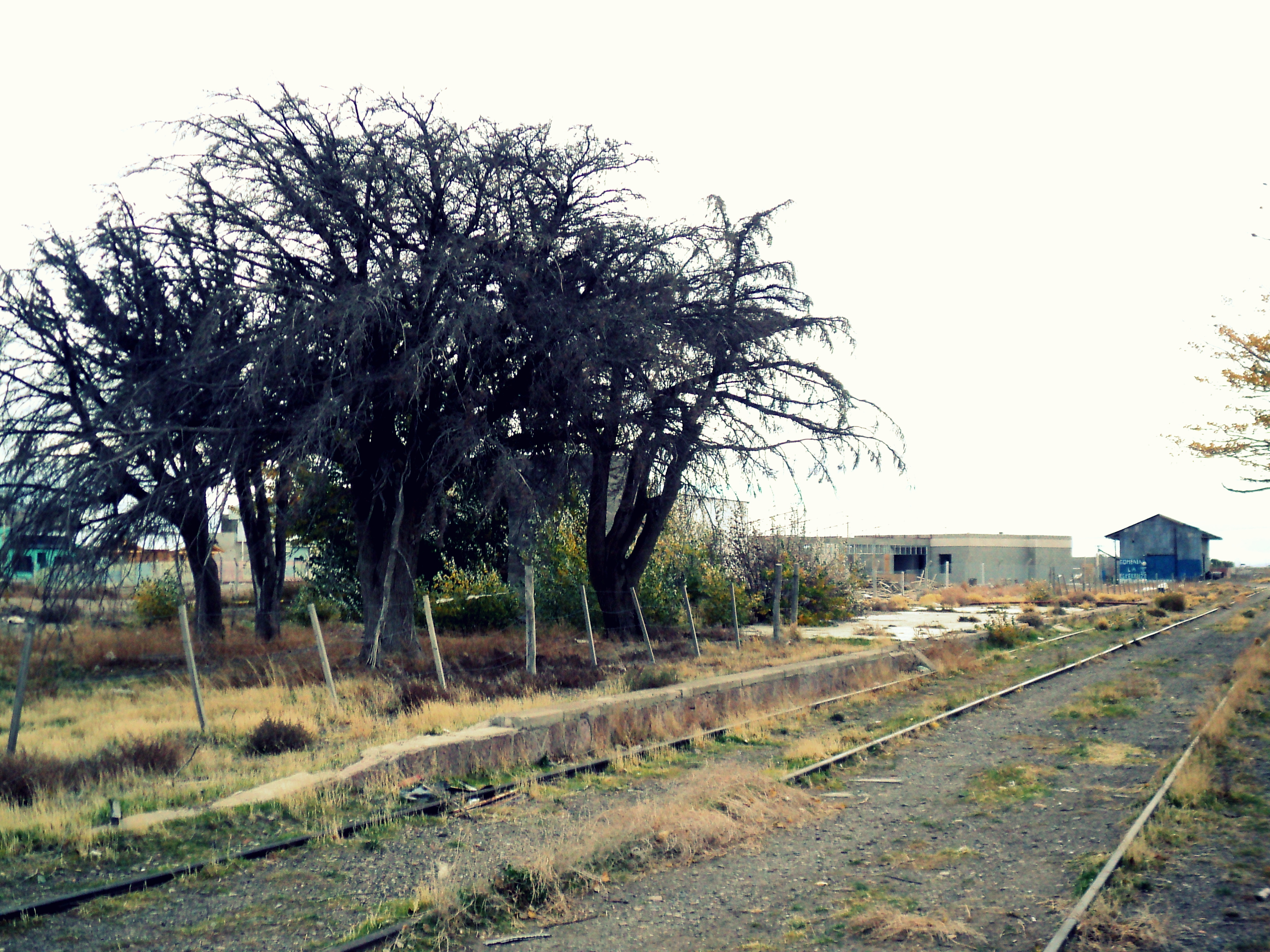
Restos de lo que fuera la estación Las Heras.

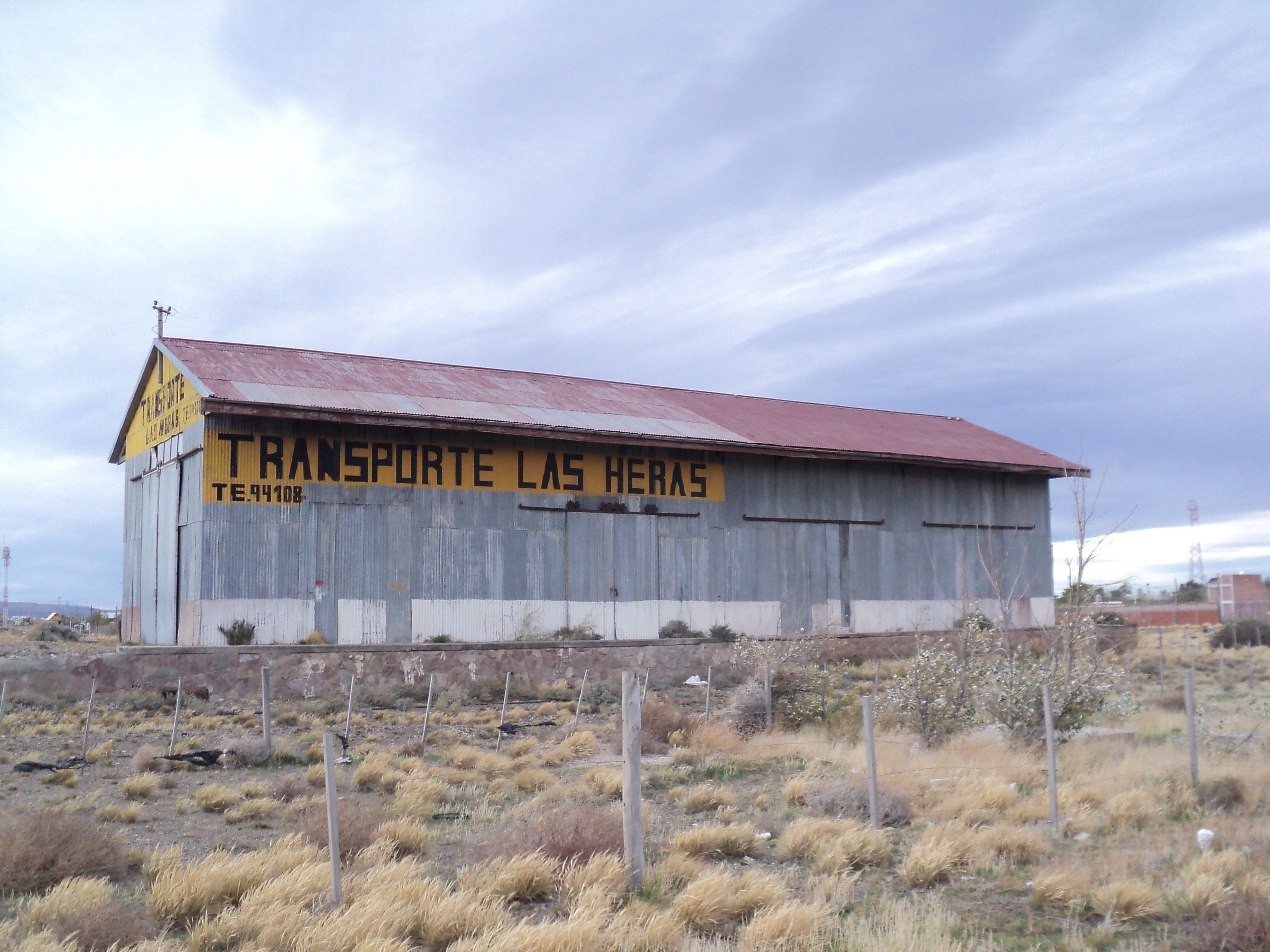
Galpón ferroviario que fuera almacén. Hoy ocupado ilegalmente, es un depósito de una empresa transportista local.

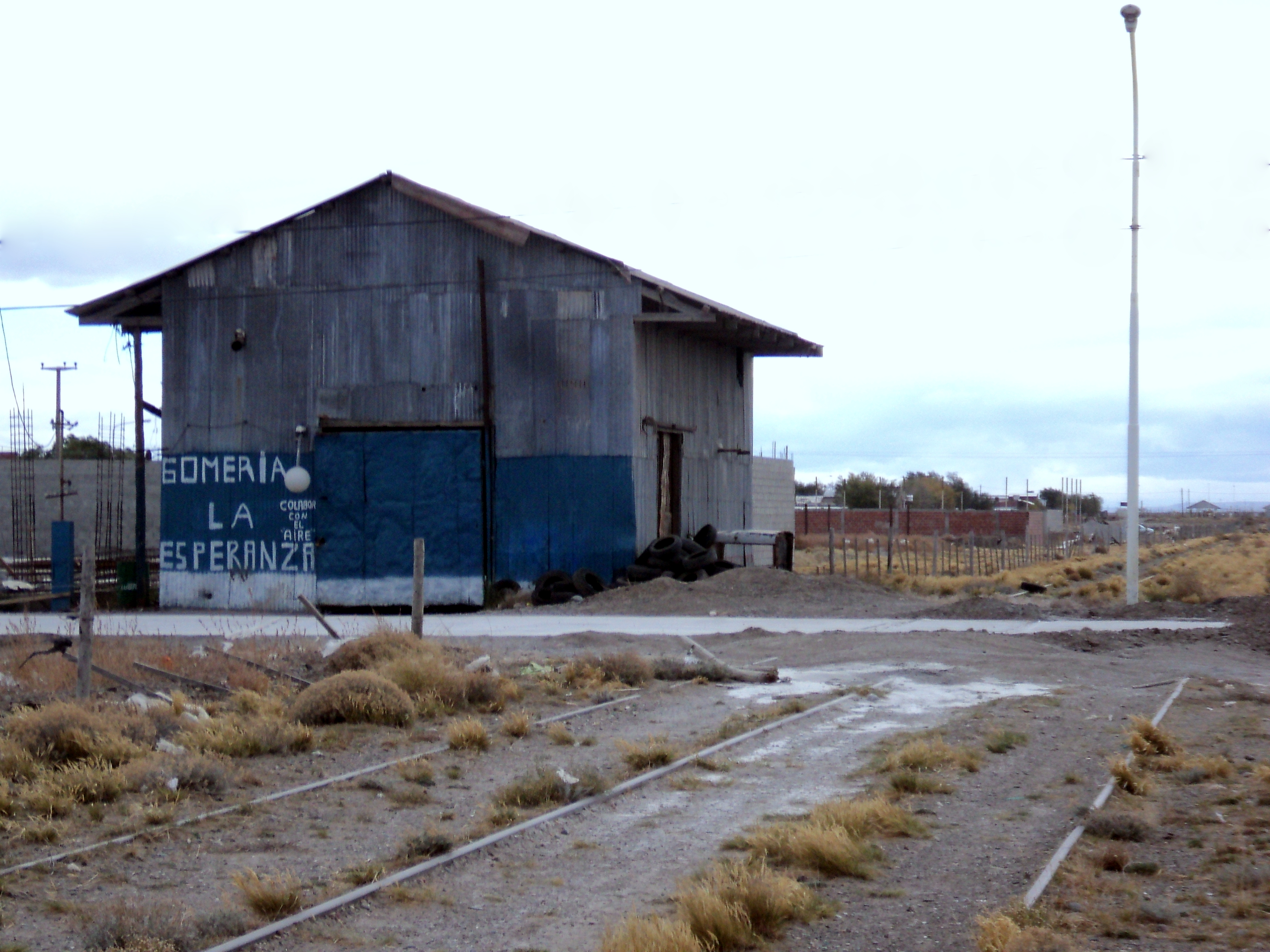
Galpón ferroviario devenido en Gomería en forma ilícita con complicidad de la municipalidad. Las vías son cortadas por una calle de la ciudad.

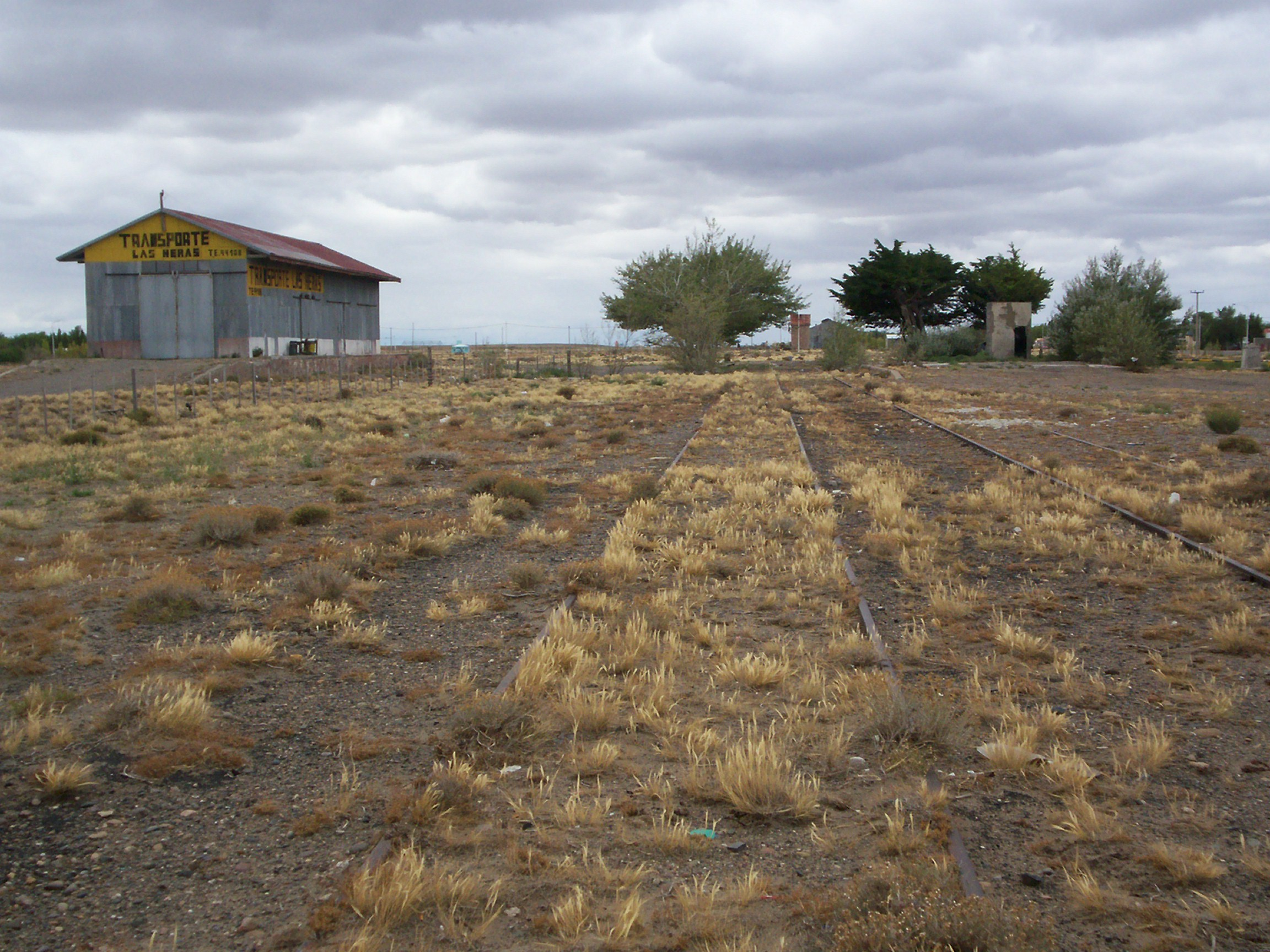
Ruinas con vías de estación ferroviaria Colonia Las Heras con instalaciones ferroviarias a su alrededor.

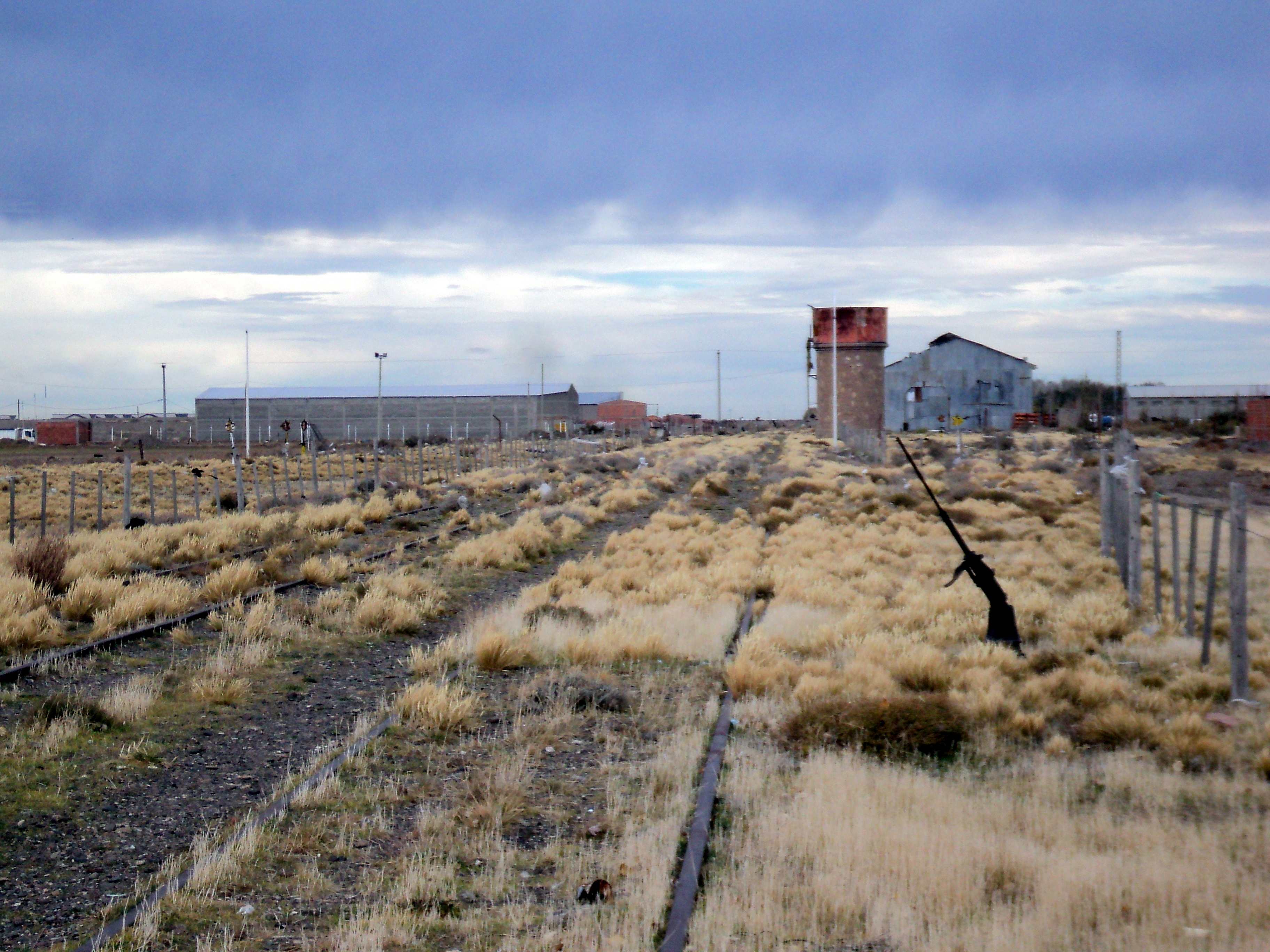
Vista del tanque de agua intacto y del galpón para locomotoras.

Las Heras era una estación ferroviaria ubicada en la localidad del mismo nombre, en el Departamento Deseado, Provincia de Santa Cruz, Argentina. A pesar de ser proyectada como una estación simple del ramal que debía llegar a Bariloche, la drástica finalización de las obras del nuevo ferrocarril en este punto la configuró como la más importante después de la estación de Puerto Deseado.

## Toponimia
Tomó su nombre de Juan Gregorio de Las Heras (1780-1866), quien fue general de la independencia sudamericana y gobernador de Buenos Aires.
La estación conoció otros nombres a lo largo de su historia, que se alternaron como apodos y nombre oficiales:  “Punta de Rieles”, “Rastro de Avestruz”, “Parada 283” o “Colonia Gral. Las Heras". Originalmente, intentó ser denominada 'Wenceslao'. No obstante, la iniciativa no prosperó. Sin embargo, la denominación Colonia Las Heras se impuso en forma definitiva el 8 de octubre de 1914 por un decreto presidencial dictado en reemplazo de la progresión kilométrica que hasta ese tiempo imperaba.
En cuanto a la denominación de la estación en todos los documentos siempre fue nombrada Colonia Las Heras. Esto se vio en los itinerarios e informes de 1920, 1928, 1930 y 1936. No obstante, en otros documentos como los itinerarios e informes de 1934, 1938, 1946 y 1955 se muestra al nombre abreviado en C. Las Heras; acción que le quitó importancia a la palabra Colonia. Esta tendencia continuó hasta devenir en el nombre actual de la localidad y la estación. 

## Historia
La estación se inauguró en el año 1910, y en 1920 se formalizó la creación de una localidad con el mismo nombre; en ese año Las Heras se impuso como la segunda localidad más poblada de todo el ferrocarril con 603 habitantes. Esto contrastó con los 100 pobladores registrados a fines de la década de 1910. De esta forma, la localidad creció con mayor celeridad que otras estaciones intermedias por ser el lugar de concentración de cargas, pasajeros y el asentamiento de las sucursales de las principales casas comerciales de la región. Su población se había duplicado en 1947.
La estación era crucial para el ferrocarril porque funcionaba como central de comunicaciones telefónicas y telegráficas. La central que estaba aquí instalada distribuía estas comunicaciones y además se enlazaba al ferrocarril de Comodoro Rivadavia a Sarmiento; debido a que era el punto más próximo a Chubut. La conexión entre ambas líneas de comunicación se realizó por intermedio de la estancia Nueva Oriental de Menéndez (dueño de La Anónima), quien aceptó que el tendido de posteo pasara por su extensa propiedad hasta la localidad chubutense. 
El 17 de septiembre de 1914 es creada la estafeta rentada “Punta Rieles, Kilómetro 275”. El 9 de abril de 1915 siguiente pasó a llamarse “Colonia Las Heras”, asciende de categoría y aumentando el sueldo al encargado. Los responsables fueron Fernando Lerena en 1925; Manuel Camaño, 1930. Alido Viale es otro encargado, Edmundo C. Gómez, 1948 y Joaquín Fuentes, 1958.
En 1930 se construyó un edificio de piedra para la oficina, donde funcionó hasta la década de 1990, cuando es trasladada a un edificio contiguo más amplio.
La estación en sus últimos años se dedicó a la recepción y transporte de plomo y zinc . Los mismos eran enviados a Puerto Deseado para ser remitidos a buques de Ultramar. El mineral era proporcionado por un establecimiento minero en Puerto Cristal (Chile) en un volumen anual de alrededor de 10.000 toneladas.
Formó parte del Ferrocarril Patagónico, como parte del ramal que iba de Puerto Deseado a Colonia Las Heras, inaugurado en el año 1914 y que originalmente estaba planeado para terminar en el Nahuel Huapi. Ante el estancó del proyecto original en 1927, el diputado Guillermo Fonrouge, planteó la unión de esta estación con la estación Holdich, como nexo con el sistema ferroviario central. A pesar de la corta distancia entre ambas no prosperó la iniciativa.

### Luego del cierre

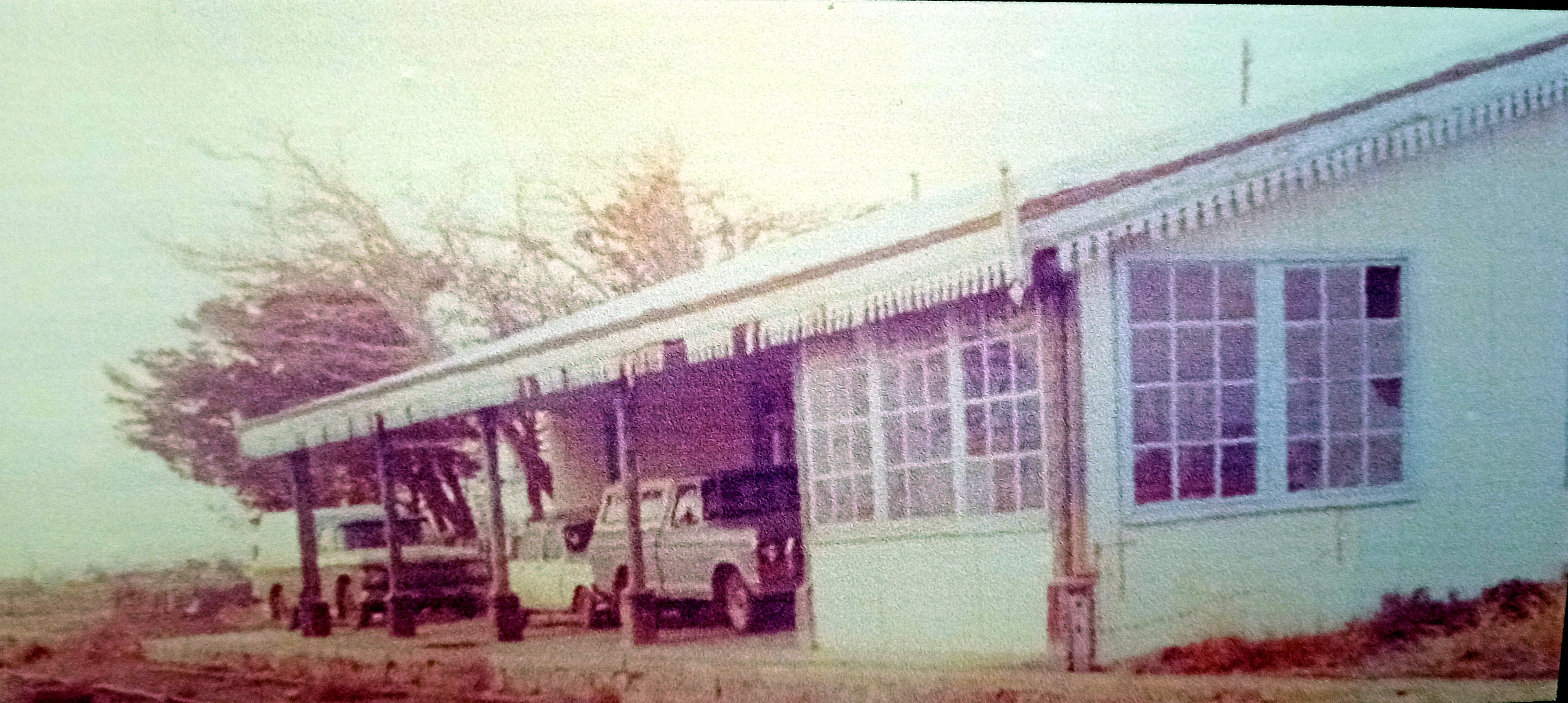
La estación en su último periodo tras ser empleada como vivienda familiar.

Hasta inicios de la década de los años 1990 se hallaba en un buen estado de conservación, pero ya no contaba con su cartel nomenclador.Luego de la clausura la estación fue empleada como dependencia municipal hasta que sufrió un incendio en 1995, el cual la destruyó totalmente. Hoy en día a pesar del grave siniestro aún existen vestigios de su existencia. Asimismo, todavía se mantienen en pie diversos edificios del ferrocarril en su predio.
En 2008 se anunció la reapertura de la línea y fue nombrada como un punto clave junto con Deseado.Sin embargo, en octubre de 2015 la estación no fue reconstruida como se pensó pese a reiniciarse las obras del ferrocarril anunciadas ese mismo año.Pese a la gran suma invertida por el estado y la inauguración en 2015 de las obras por parte del gobierno peronista, el ferrocarril no volvió a funcionar y gobierno fue acusado de un perjuicio de $92.000.000 de obra pública malversada.
Desde 2010 se dio a conocer el avance de tomas de tierras que los habitantes de Las Heras ocuparon ilegalmente con apoyo del municipio local; hecho que dificulta la reactivación de la línea. En 2016 los trabajos de refacción permitieron que una zorra comience a circular entre Truncado y Las Heras.A pesar de ser un punto clave en la reactivación la estación no fue reconstruida ni puesta en valor y el ferrocarril no fue rehabilitado.

En octubre de 2024 el gobernador Claudio Vidal anticipó que trabaja en el proyecto de recuperación del ferrocarril. El político aseguró que el tren cubriría los 285 kilómetros de recorrido y volvería a pasar por las estaciones Las Heras, Piedra Clavada, Koluel Kayke, Pico Truncado, Minerales, Fitz Roy, Jaramillo, Tellier y Puerto Deseado. Esto hace pensar también una posible reconstrucción de las estaciones Las Heras, Pico Truncado y Minerales. Además, el proyecto presentó mapa que representa el trazado ferroviarios y las estaciones más importantes; siendo Las Heras clave para la reactivación del ferrocarril que girara en torno al turismo y a los fletes de la industria petrolera con destino al puerto.

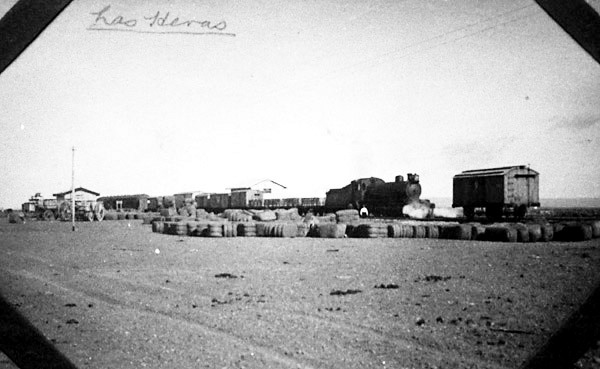
Intenso trabajo de cargas en Las Heras.

## Funcionamiento
El primer informe de horario fue publicado en 1920 con datos vigentes desde el 20 de noviembre de 1917. El documento expuso que los trenes mixtos partían los lunes y jueves desde Deseado a las 8:00 y arribaban a las 18:40 a Las Heras. Mientras que el regreso era los martes y sábado desde las Heras a las 8:30 horas con arribo, pasando por Piedra Clavada a las 9:10 y finalizando en Deseado a las 17:30. La carrera pendiente abajo desde Las Heras era de 1 hora menos y luego se redujo a 30 minutos. El tren a vapor completaba la distancia con Piedra Clavada en 33 minutos.
El segundo informe de horario tuvo lugar el 1 de noviembre en 1928. El documento expuso que los trenes mixtos partían los lunes y jueves desde Deseado a las 9:00 horas y arribaban a las 18:30 a Las Heras. Mientras que el regreso era los miércoles y sábado desde las Heras a las 9:00 horas y culminación en Deseado a las 17:30. Por último, el itinerario informó que los trenes estaban provistos por coche comedor y distinguían entre primera y segunda clase. El tren unía la distancia con Piedra Clavada en 50 minutos.
El itinerario de 1930 no informó variaciones significativas respecto al itinerario de 1928. En documento se expuso información precisa de las tarifas: hacer todo el viaje del ferrocarril en primera costaba $24.05 o $13.60 en segunda.
El itinerario de 1934 brindó información extensa del ferrocarril. El servicio tuvo cambios significativos y era ejecutado por trenes mixtos los días jueves y domingo. El viaje a vapor fue mejorado en sus tiempos; partía a las 9 de Deseado para arribar a Las Heras 17:30. Gracias a esto el ferrocarril completó el recorrido en una hora menos; mientras que la distancia con Piedra Clavada a 45 minutos. En tanto, la vuelta desde Las Heras se producía los días martes y viernes desde las 9 y arribo a estación Puerto Deseado a las 17:00. Por último, el documento arrojó un dato peculiar al haber clasificado, con una caligrafía diferente, a Las Heras como estación de movimientos abundantes y con una población de importancia. Esta clasificación fue compartida con pocas estaciones en el ramal.
Desde el informe de 1936 se observó una de las mayores mejorías en los servicios de este ferrocarril. El miércoles partía el tradicional tren mixto desde Deseado a las 9:00 y arribo a Las Heras a las 17:30. Luego, el viernes retornaba desde Las Heras desde las 9 para arribar a las 17:00 a Deseado. Por otro lado, el servicio de los lunes partía a las 9:30 y alcanzando Las Heras a las 16:15. El mismo estuvo marcado por la introducción de ferrobuses diésel que aceleraron los tiempos del ferrocarril en 6:15 minutos. El viaje de regreso se producía el martes desde las 9:30 y arribo a Deseado a las 16:15.
Otro informe de 1938 mostró la continuidad del servicio ejecutado por ferrobuses. Las condiciones de 1936 se mantuvieron sin modificaciones. Sin embargo, se mostró los horarios de todos los puntos que eran recorridos por ferrobuses y trenes mixtos; inclusive de las paradas optativas. El ferrobús alcanzaba esta estación a las 17:30 y estaba distanciada de Piedra Clavada por 37 minutos.

El itinerario de 1946 comunicó condiciones similares a los anteriores. No obstante, se presentó el abandono de los ferrobuses en favor del vapor. De esta forma, los viajes fueron ejecutados por trenes mixtos que partían con coche comedor los lunes desde Puerto Deseado a las 9:00 horas y llegada a las 17:30 a Las Heras. Luego, el regreso se producía el miércoles desde Las Heras desde las 9:00 y arribo a Deseado a 17:00. Por otro lado, el tren unía la distancia con Piedra Clavada en 45 minutos. Por otra parte, como dato relevante la estación continuó clasificada entre las estaciones de mayor importancia de la línea; siendo escrita con caligrafía diferente indicando movimiento relevante y con una población significativa. Por último, la estación volvió a escribirse con la abreviación.

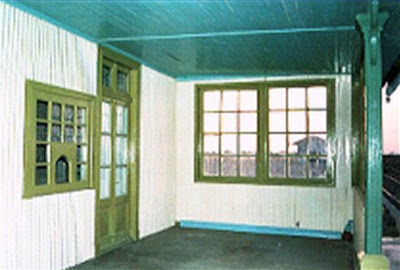
El refugio y la boletería de la estación en buen estado durante sus últimos años de actividad.

El mismo itinerario de 1946 fue presentado por otra editorial y en él se hace mención menos detallada de los servicios de pasajeros de este ferrocarril. En el documento se confirmó las mismas condiciones del itinerario anterior. Por otro lado, las tarifas mantuvieron los valores y secciones de 1938. El último dato relevante, fue que este informe de horarios renombró a la estación como «» sin abreviatura.
El último informe de horarios de noviembre de 1955 expuso cambios significativos: todos los servicios de pasajeros pasaron a ser operados por ferrobuses. Además, se modificaron los horarios y días; partiendo el coche motor desde Deseado los lunes, miércoles y viernes a las 13:30, visitando Piedra Clavada a las 18:42 y arribo a Las Heras a las 19:15 horas. El regreso se producía desde Las Heras martes, jueves y sábados con partida a las 13:30 y arribo a Deseado a las 18:45. El coche motor tardaba en unir la distancia con Piedra Clavada otros 33 minutos.

### Colección de Boletos
Una extensa colección de boletos confirma a la estación como punto concurrido. En los boletos figura como Colonia Las Heras en preferencia a otras denominaciones.

## Características
Estaba ubicada en una altitud de 330,14 m s. n. m., siendo la primera en altitud ramal. En tanto, la progresión de las vías en este punto alcanza los 283,0 kilómetros. 
El primer documento que detalló el equipamiento de este punto fue el itinerario de 1934. El mismo detalla que Las Heras estaba dotada de:
- Galpones para cargas de 336 m².
- Apartadero de 715 m.
- Depósito de carbón 570 m².
- Desvíos de 2.087 m.
- Estanque Parcus de 45 m³.
- Triángulo.
- Galpón para cuatro máquinas (2 locomotoras y dos ferrobuses).
- Corral de 700 m².
- 1 rampa de costado.
- Capa freática a 4,95 m.
- Guinche 3 toneladas.
- Tanque provisorio para petróleo 45m3.

Posteriormente, un informe de 1958 confirmó que fue la segunda estación en importancia de la línea. Era de tipo primera clase y podía brindar todos los servicios del ferrocarril: pasajeros, encomiendas, cargas, hacienda y telégrafos. Su infraestructura incluía:
- Galpones, carga de 326 m², carga de fácil deterioro de 118 m², y particular de 166 m².
- Apartadero de 715 m.
- Desvío particular para SA Importadora y Exportadora de la Patagonia: "Habilitado únicamente para el recibo y despacho de cargas por vagón completo."

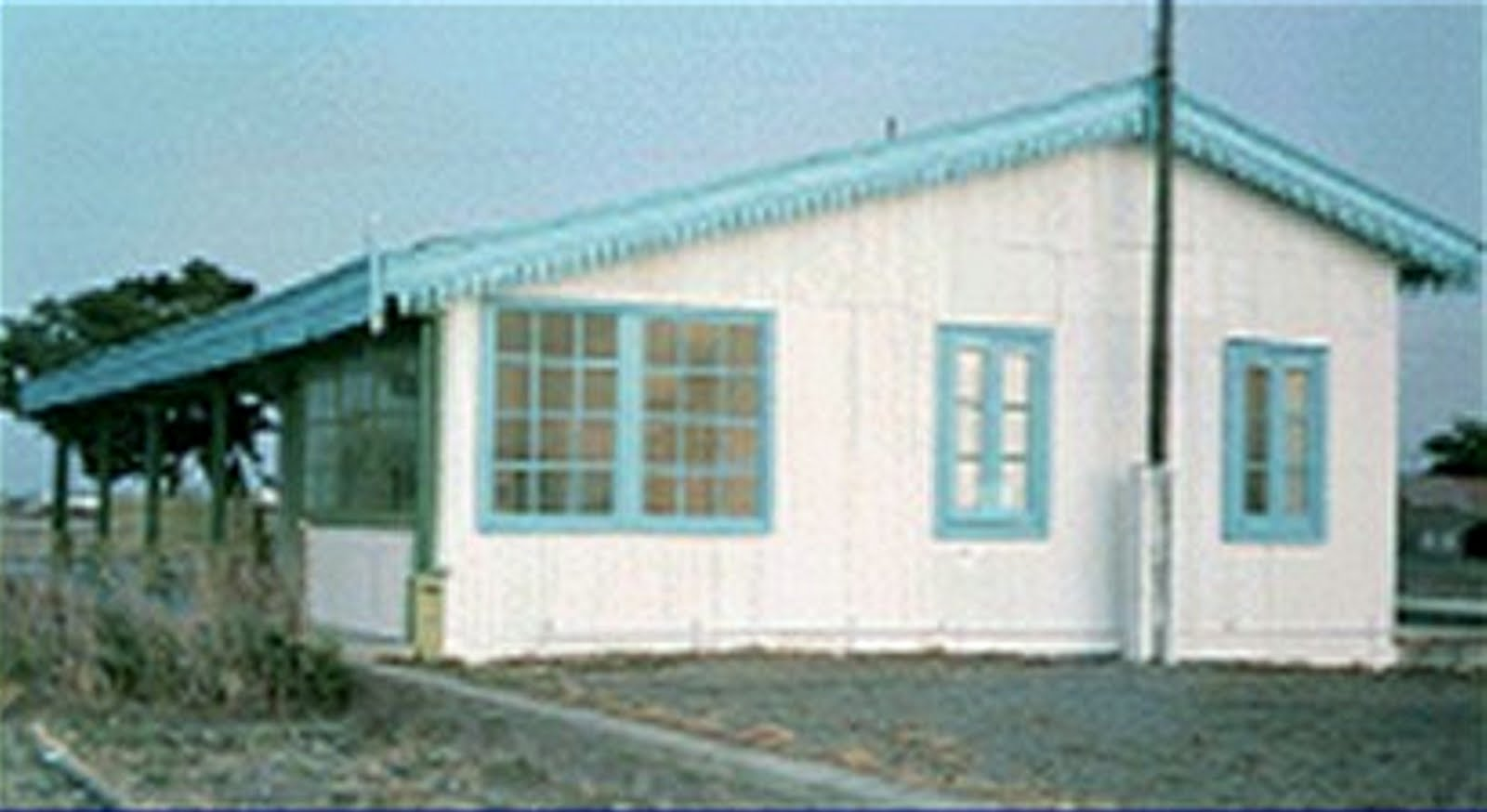
La estación en buen estado durante sus últimos años de existencia.

- Desvíos de 2.260 m o 1.861 m.
- Estanque Parcus de 45 m³.
- Triángulo.
- Galpón para cuatro máquinas.
- Corral de 700 m².
- 1 rampa de costado.
- Capa freática a 4,95 m.